# Windy Gap
Windy Gap är ett bergspass i Antarktis. Det ligger i Västantarktis. Argentina, Chile och Storbritannien gör anspråk på området. Windy Gap ligger 975 meter över havet.
Terrängen runt Windy Gap är huvudsakligen kuperad. Windy Gap ligger uppe på en höjd som går i öst-västlig riktning. Trakten är obefolkad. Det finns inga samhällen i närheten. 